# 람풍주

람풍 주의 위치

람풍주(인도네시아어: Provinsi Lampung)는 인도네시아의 주 가운데 하나로, 수마트라섬 남단에 위치한다. 주도는 반다르람풍이며 인구는 7,596,115명(2010년 기준), 면적은 35,376km2이다. 북서쪽으로는 븡쿨루주, 북쪽으로는 남수마트라 주와 접한다.
지진과 화산 활동이 활발한 편이기 때문에 지리적으로 불안정한 지역에 속한다. 1883년에는 크라카타우산이 폭발했고 2005년 5월 10일에는 진도 6.4의 강진이 일어나면서 이 지역에 큰 피해가 발생했다.

람풍주의 기
람풍주의 문장

## 인구
| 연도                               | 인구      | ±%     |
| ---------------------------------- | --------- | ------ |
| 1971                               | 2,777,008 | —      |
| 1980                               | 4,624,785 | +66.5% |
| 1990                               | 6,017,573 | +30.1% |
| 1995                               | 6,657,759 | +10.6% |
| 2000                               | 6,741,439 | +1.3%  |
| 2010                               | 7,608,405 | +12.9% |
| 2015                               | 8,109,601 | +6.6%  |
| 2020                               | 9,007,848 | +11.1% |
| Source: Badan Pusat Statistik 2019 |           |        |